# 星空卫视
星空卫视（英語：STAR Xing Kong）是星空华文传媒所持有的電視頻道，原为新闻集团旗下星空传媒专为中国大陆而开设的以综艺娱乐为主的24小时普通話电视频道，2002年3月28日正式开播。星空卫视分为中国频道（Xing Kong China, XKC）和國際频道（Xing Kong International，简称星空国际）两个版本。中国版只在中国大陆播出，國際版在香港、澳门、新加坡等地播出。

## 历史
2001年12月，美国新闻集团宣布其一条全新的24小时综艺娱乐频道获批在中国广东地区落地，2002年1月，正式命名为“星空卫视”。2002年3月28日，在广州举行开播仪式并正式开播，通过广东有线电视网落地广东珠三角地区播出。而根据最初广东有线和星空卫视达成的协议，落地第一年星空卫视将被限定在广州市和肇庆市播出，今后每年将逐步开放几个城市，同时广东有线在节目中每30分钟插播3分钟广告。在制作方面，星空卫视全面实施本地化策略，以「創新娛樂，首選星空」为口號，除外购最新的全球影视剧之外，每年提供超过1000小时的电视节目，更与由著名导演英达合作，投资开拍由关凌、雪村、邓超、刘涛等主演的首部自制情景喜剧《欢乐青春》。开播首年，星空卫视在新周刊主办的“2002中国电视节目榜”中获选“年度卫星频道”。
2003年3月，星空卫视获批在中国内地的三星级以上酒店和涉外小区拥有落地权。2003年底，星空卫视与丰田汽车公司合作，将黄金时段部分节目命名为“载梦先锋”时段。2004年，新闻集团获批在上海成立国内第一家外商独资广告公司，负责星空卫视等星空传媒中文频道的广告业务。2005年，新闻集团与青海卫视合作，在青海卫视黄金时段播放星空传媒自制节目，以此方式曲线实现全国落地，但在3个月后被广电总局紧急叫停。
2010年8月，新闻集团将星空卫视控股权出售予华人文化产业投资基金，频道口号改为「中國夢，讓世界心動」。2011年11月，星空卫视宣布将其运营中心从香港迁至上海，并确立了“向世界传递中国梦”的频道理念。2014年1月，华人文化产业投资基金取得剩余股权，全资控股星空卫视。其后，星空卫视播出内容以《中国好声音》、《这！就是街舞》《蒙面唱将猜猜猜》等集团旗下灿星制作的综艺节目以及中国内地电视剧、动画为主。
2024年4月11日起，星空卫视与Channel[V]中国大陆版一同实现高清播出，播出比例由4:3改为16:9，同时恢复动态台标和立体声播出。但高清化初期，频道播出的大部分节目仍然被压缩成4:3格式。